# Sinyeu
Sinyeu is een bestuurslaag in het regentschap Aceh Besar van de provincie Atjeh, Indonesië. Sinyeu telt 677 inwoners (volkstelling 2010).